# Cal Serra-seca
Cal Serra-seca és una masia situada al municipi d'Odèn, a la comarca catalana del Solsonès.